# Kureanî, Berejanî
Kureanî (în ucraineană Куряни) este localitatea de reședință a comunei Kureanî din raionul Berejanî, regiunea Ternopil, Ucraina.

## Demografie
Componența lingvistică a localității Kureanî
     Ucraineană (100%)
Conform recensământului din 2001, toată populația localității Kureanî era vorbitoare de ucraineană (100%).